# Jong Yee Khie
Jong Yee Khie (19 de noviembre de 1988) es un deportista malasio que compite en levantamiento de potencia adaptado. Ganó una medalla de plata en los Juegos Paralímpicos de Tokio 2020, en la categoría –107 kg.

## Palmarés internacional
| Juegos Paralímpicos | Juegos Paralímpicos | Juegos Paralímpicos | Juegos Paralímpicos |
| Año                 | Lugar               | Medalla             | Categoría           |
| ------------------- | ------------------- | ------------------- | ------------------- |
| 2020                | Tokio (Japón)       | Medalla de plata    | –107 kg             |